# Chiesa di Sant'Antonio Abate (Compiano)
La chiesa di Sant'Antonio Abate è un luogo di culto cattolico dalle forme barocche situato in strada Comunale a Isola, frazione di Compiano, in provincia di Parma e diocesi di Piacenza-Bobbio; è sede di una parrocchia compresa nel vicariato della Val Taro e Val Ceno.

## Storia
La cappella originaria dedicata a sant'Antonio Abate fu edificata probabilmente nel XV secolo; la prima testimonianza della sua esistenza risale al 1472, quando fu citata in un testamento.
Il luogo di culto, con facciata a ovest, era dotato nel XVI secolo di due cappelle laterali, intitolate a san Terenziano e alla Madonna.
Agli inizi del XVII secolo l'edificio fu profondamente modificato, ribaltandone l'orientamento: la facciata fu ricostruita a est sulla strada, mentre il presbiterio fu spostato sul lato opposto; negli anni successivi furono costruite le altre due cappelle laterali dedicate a san Marco e alla Madonna di Caravaggio e furono aggiunti gli altari barocchi.
In seguito, fu edificata la torre campanaria in adiacenza alla canonica a nord.
Nel 1928 gli interni furono decorati con affreschi dal pittore Battistini.
Nel 1999 furono avviati i lavori di restauro, che interessarono dapprima la cappella di San Terenziano, due anni dopo la cappella della Madonna del Rosario e il campanile e tra il 2002 e il 2006 il resto della chiesa e la canonica, che furono inoltre consolidate strutturalmente.

## Descrizione

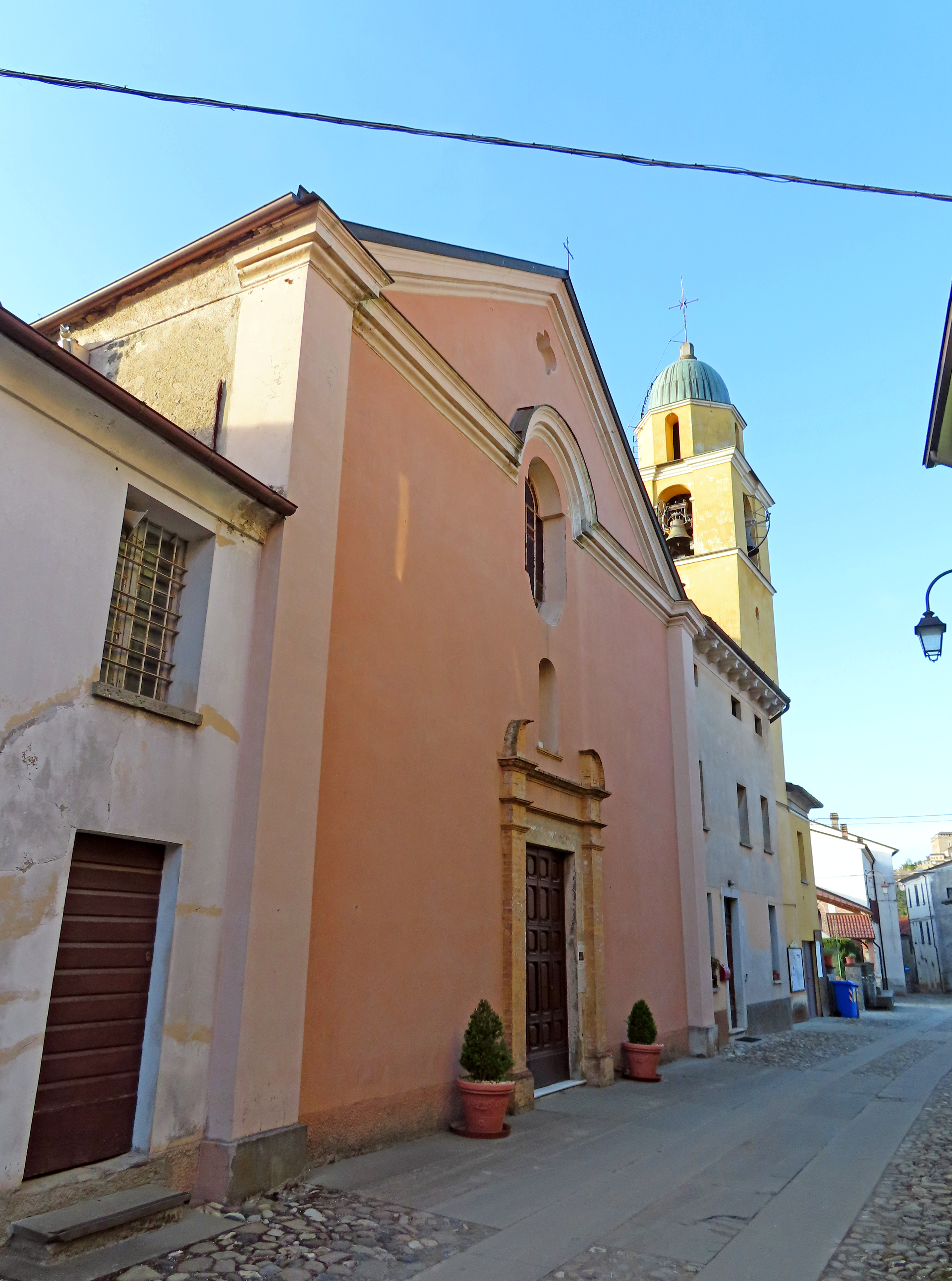
Facciata e campanile

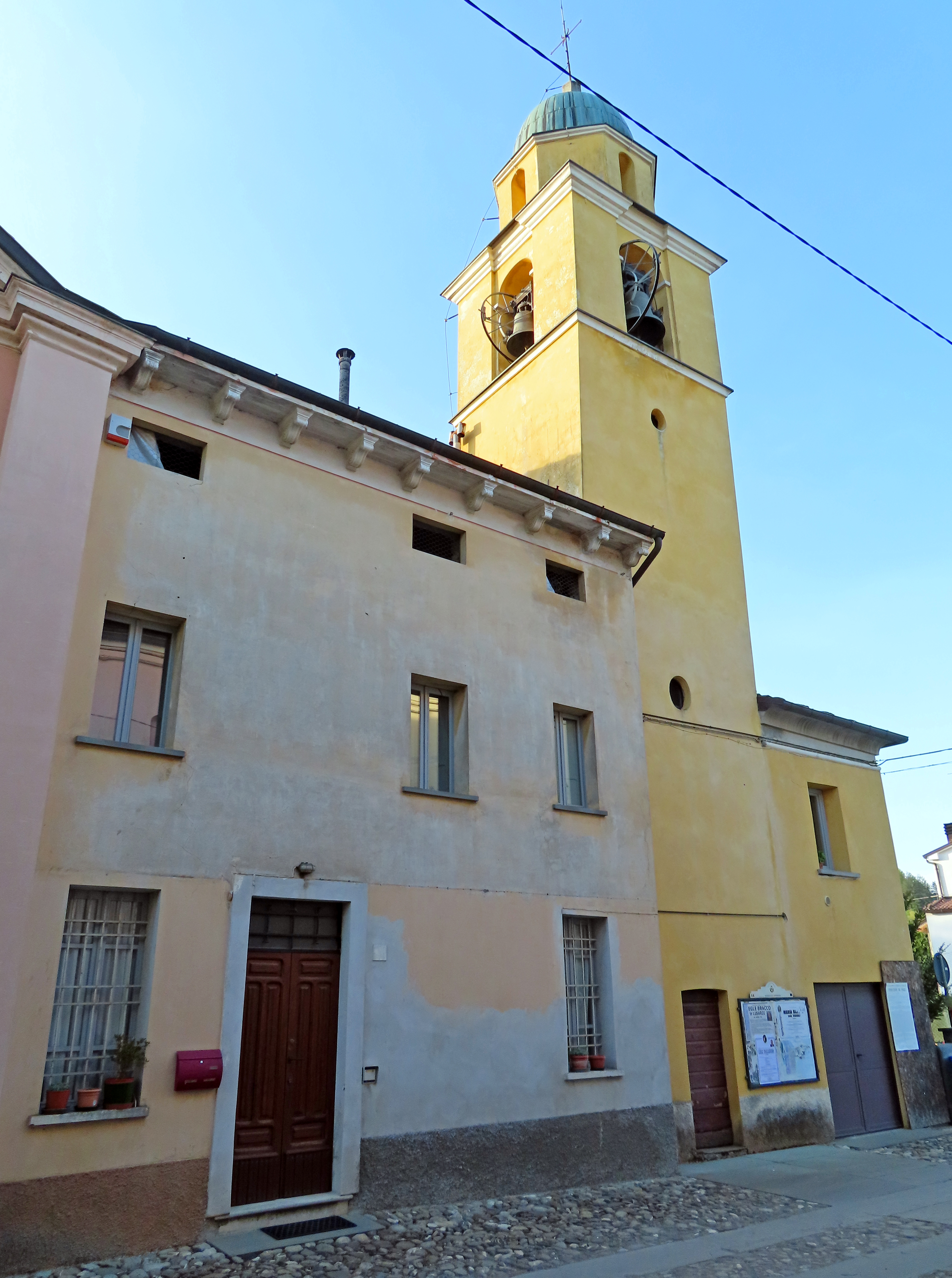
Campanile

La chiesa si sviluppa su una pianta a navata unica affiancata da due cappelle su ogni lato, con ingresso a est e presbiterio absidato a ovest.
La simmetrica facciata a capanna, interamente intonacata, è delimitata alle estremità da due lesene coronate da capitelli dorici; al centro è collocato l'ampio portale d'ingresso, affiancato da due lesene in mattoni a sostegno dell'architrave in aggetto; su quest'ultimo è impostato un frontone semicircolare spezzato per la presenza di una nicchia ad arco a tutto sesto, contenente una statua marmorea raffigurante Sant'Antonio Abate; più in alto si apre un finestrone strombato mistilineo, che interrompe la cornice modanata del frontone triangolare di coronamento del prospetto; una piccola finestra cruciforme centrale è collocata in sommità.
Su entrambi i lati si sviluppano in adiacenza altri edifici. Il campanile, interamente intonacato, si innalza a nord, oltre la canonica; la cella campanaria si affaccia sulle quattro fronti attraverso aperture ad arco a tutto sesto, delimitate da massicce lesene coronate da capitelli dorici; in sommità si eleva la lanterna a base ottagonale, illuminata da quattro sottili monofore; a coronamento si staglia infine la piccola cupola.
Sul retro l'abside è illuminata da due finestre rettangolari poste ai fianchi.
All'interno la navata, coperta da una volta a botte lunettata scandita in due campate e riccamente decorata con affreschi e stucchi, è affiancata dalle ampie arcate a tutto sesto delle cappelle laterali, suddivise da paraste con capitelli dorici, a sostegno del cornicione perimetrale in aggetto.
Il presbiterio, lievemente sopraelevato, è preceduto dall'ampio arco trionfale a tutto sesto, retto da paraste doriche; l'ambiente, coperto da una volta a botte lunettata, ospita l'altare maggiore marmoreo a mensa, sostenuto da quattro pilastrini ornati con bassorilievi raffiguranti la Beata Vergine, Sant'Antonio Abate, San Terenziano e Santa Lucia. Sul fondo l'abside, illuminata da due finestroni laterali, è decorata con lesene coronate da capitelli dorici; al centro si staglia l'ancona delimitata da lesene in marmo, contenente una nicchia ad arco a tutto sesto con la statua di Sant'Antonio Abate.
Le piccole cappelle sono chiuse superiormente da volte a botte dipinte; quelle del lato destro sono dedicate a santa Teresa e san Terenziano, mentre quelle sulla sinistra sono intitolate alla Madonna di Caravaggio e alla Madonna del Rosario.